# Pilar Careaga Basabe
María del Pilar Careaga Basabe (Madrid, 26 d'octubre de 1908 – 10 de juny de 1993) fou una política basca, coneguda per ser la primera dona graduada en enginyeria industrial a Espanya. Fou alcaldessa franquista de Bilbao des de 1969 fins a 1975.

## Biografia
Era filla del diplomàtic biscaí Pedro González de Careaga y Quintana, comte de Cadagua, i tota la seva família formava part de la burgesia financera i industrial de Neguri. El 1929 fou a l'Escola d'Enginyers Industrials de Madrid, així com la primera dona que va conduir una locomotora. També va obtenir el títol de patró d'embarcacions de lleure.
Durant la Segona República Espanyola va militar a Renovación Española junt a José Félix de Lequerica Erquiza, José María de Areilza, Ramiro de Maeztu i Antonio Goicoechea, i va impulsar la revista Acción Española, inspirada en Charles Maurras. Fou candidata de Renovación Española per Biscaia a les eleccions generals espanyoles de 1933, on va obtenir el 14% dels vots però no fou escollida.
L'esclat de la guerra civil espanyola la va sorprendre a Bilbao, on fou tancada a la presó de Larrinaga per les autoritats republicanes. L'11 de setembre de 1936 fou intercanviada amb 150 presos franquistes més a canvi dels nens d'una colònia escolar bilbaïna a Laguardia (La Rioja). Aleshores marxà a Valladolid i d'allí al front de Madrid, on fou delegada d'Assistència al Front i Hospitals de la FE de las JONS i organitzà l'assistència a ferits franquistes. En acabar la guerra fou condecorada per les autoritats franquistes i s'establí a Bilbao, on es dedicà a les tasques d'assistència i beneficència i fou vicepresidenta de la Junta de Protecció de Menors i vicepresidenta (1958) i presidenta (1965) de la Junta Provincial de Beneficència.
El 23 d'octubre de 1943 es casà amb l'enginyer Enrique Lequerica Erquiza (1892-1987), fill de l'alcalde de Bilbao José Félix Lequerica, No van tenir fills. El 1959 fou membre de la Reial Societat Bascongada d'Amics del País.
Alhora, el 1964 fou nomenada consellera del Consell Provincial del Movimiento, fou la primera dona diputada provincial de Biscaia (1964-1969), presidint-hi la comissió de beneficència i obres socials.
El 7 de juliol de 1969 va substituir Javier Ybarra com a alcalde de Bilbao, sent la primera dona que ocupava una alcaldia durant la dictadura franquista. El 1970 també fou escollida com a procuradora a Corts. Durant el seu mandat hagué d'enfrontar-se al problema d'insuficiència d'infraestructures de tràfic i comunicacions, el Txorierri, la descongelació del marge esquerre, etc., agreujada per la manca de recursos econòmics municipals. També va condecorar en nom de la vila de Bilbao a tots els qui havien patit atemptats d'ETA, inclòs l'almirall Luis Carrero Blanco.
Dimití com a alcaldessa el 7 de juliol de 1975 i abandonà la política activa, tot i que donà suport actiu a organitzacions d'extrema dreta i participà en la fundació de Fuerza Nueva. El 25 de març de 1979 va patir un atemptat d'ETA a Getxo, que la ferí greument al pulmó, i tot i que se'n recuperà, li quedaren seqüeles. Aleshores es va instal·lar a Madrid, on mantenia contactes amb elements ultradretans i antidemocràtics. Va morir a una clínica de Madrid degut a complicacions hepàtiques com a seqüela de l'atemptat.